# Fritz Fey

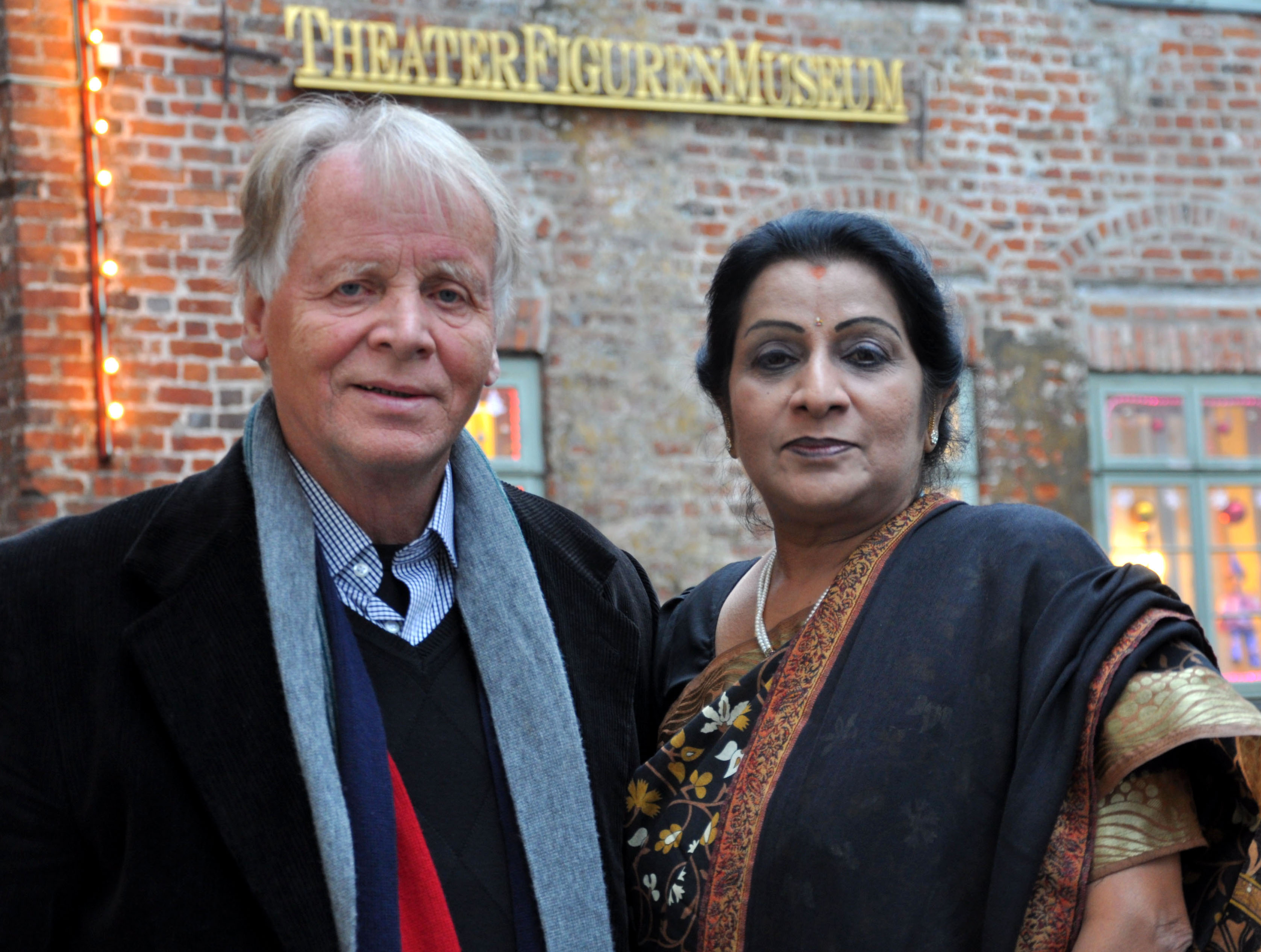
Ehepaar Fey

Fritz Fey (* 14. März 1940 in Lübeck) ist ein deutscher Kameramann. Er gründete das Theaterfigurenmuseum Lübeck.

## Leben
Fritz Fey kommt aus einer Puppenspielerfamilie. Sein Vater, Fritz Fey senior, hatte 1977 ein Marionettentheater in einem alten Lübecker Kaufmannshaus eröffnet. Er starb 1986. Seine Frau Ingeborg führte das Theater bis zu ihrem 82. Lebensjahr im Jahr 2007 weiter, ehe sie sich zur Ruhe setzte.
Fritz Fey jun., geboren im Krieg 1940, besuchte die Volksschule, arbeitete anschließend auf einem Bauernhof und machte eine Gärtnerlehre. Es folgte eine Ausbildung zum Kameramann beim Norddeutschen Rundfunk. Auf seinen Dienstreisen sammelte er rund 25.000 Exponate, unter anderem Marionetten, Stockpuppen, Postkarten, Bühnenbilder, Schattenspielfiguren, Spieldosen, Drehorgeln, sogar ganze Theaterbühnen und Schaustellerwagen.

## Theaterfigurenmuseum

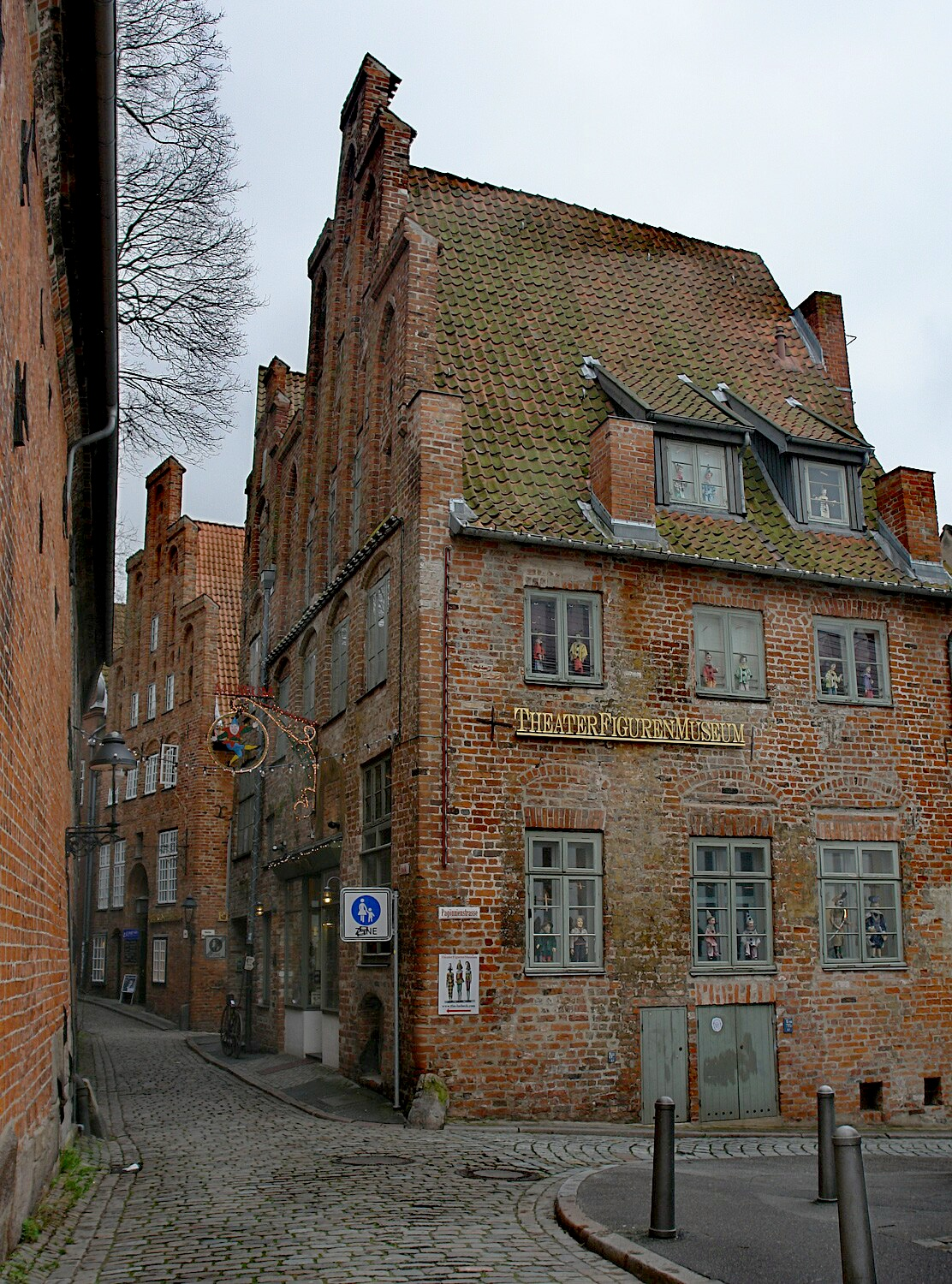
Theaterfigurenmuseum

1982 bekam er die Chance, zunächst einen kleinen Teil seiner Sammlung auszustellen. Die Stadt Lübeck und eine Reihe von Förderern ermöglichten die Gründung eines Museums in einem alten Kaufmannshaus im Kolk in der Altstadt. Wichtigste Mitgründerin und Mitarbeiterin war die ehemalige klassische indische Tänzerin Saraswathi, die Fritz Fey auf ihrer Europareise kennengelernt hatte und die bald seine Leidenschaft für Theaterfiguren teilte. Sie heirateten 1991.
Das Theaterfigurenmuseum zog in fünf Altstadthäuser in der Nähe des Holstentores und stand bald als Attraktion in jedem Lübecker Reiseführer. Aber steigende Mieten und schwindende Besucherzahlen machten es im Jahr 2006 erforderlich, das Museum in eine GmbH umzuwandeln. Es wird heute von der Possehl-Stiftung fortgeführt.
Fritz und Saraswathi Fey haben sich in Papenhusen offiziell zur Ruhe gesetzt.

## Ehrungen
- Verdienstmedaille des Verdienstordens der Bundesrepublik Deutschland (2013)[1]